# Fyr og flamme (film fra 2019)
Fyr og flamme (originaltitel: Eld & lågor) er en svensk dramafilm fra 2019 instrueret af Måns Mårlind og Björn Stein. I hovedrollerne ses blandt andre Robert Gustafsson, Pernilla August, Lennart Jähkel og Helena af Sandeberg.

## Handling
Filmen er en sensationel historie om forbudt kærlighed, en rivalisering mellem to familier og en krig mellem to forlystelsesparker. En magisk historie baseret på den virkelige historie om Gröna Lund, en forlystelsespark beliggende i Stockholm.

## Medvirkende (i udvalg)
- Robert Gustafsson som Gustaf Nilsson
- Helena af Sandeberg som Nadeschda Nilsson
- Frida Gustavsson som Ninni Nilsson
- Lennart Jähkel som Johan Lindgren
- Pernilla August som Elin Lindgren
- Edvin Endre som Lennart Lindgren
- Fredrik Hiller som Andersson
- Jacob Ericksson som grå mand
- Zara Larsson som sangerinde